# Karl Warrash
Karl Warrash, de son vrai nom Karl Franck Ngomba Ngame, né le 30 septembre 1997 à Yaoundé, est un rappeur camerounais. Il se fait connaître en 2018 sur le remix du single Pills and Automobiles du chanteur américain Chris Brown, enchainant ainsi les singles par la suite. En 2022, il devient le premier rappeur camerounais à faire une collaboration avec une artiste polonaise sur le titre Time et à décrocher un disque d'or en 2024 avec la même collaboration. 

## Biographie
Né dans une fratrie de 5 enfants dans laquelle il est l’ainé, le rappeur Karl Warrash est originaire de la région du Littoral et du groupe ethnique Sawa. 
Il débute dans le rap à l’âge de 17 ans avec un groupe de copains du quartier Nkoabang dans lequel il vit à cette période. Il débute dans un groupe de hip-hop nommé Gry Dreamz Team qu'il fonde en 2015 avec ses camarades de Nkoabang, les rappeurs T-flo, Krislaure et Willy-P. Dès l’obtention de son baccalauréat littéraire en 2017, il se lance tout d’abord dans le monde professionnel et se fait recruter dans une entreprise de télévente française, puis il décide de se lancer en carrière solo en 2018. Dès lors, il réalise une reprise du single Pills and Automobiles de Chris Brown et de Kodak Black, reprise qui le révèle au public de sa cité. En 2018, il fonde le label discographique Warrash Music Starz Company qui devient plus tard le Warrash Music Group. En 2019, il sort successivement les singles Akaba, Déchainé et C'est quoi le projet ?, qui seront distribués plus tard en 2021 par son label Warrash Music Group. En mars 2020, il sort le single Enjaillement en collaboration avec les artistes Delta Leflaw et Karen, un single distribué en 2021 par l’écurie du rappeur. En 2022, il devient le premier rappeur camerounais à collaborer avec une artiste polonaise, la chanteuse Paula Strozewska, sur la chanson intitulée Time,,,,, qui franchit plus tard la barre du million d’écoutes cumulées sur toutes les plateformes de streaming. 
En 2023, il devient le rappeur camerounais le plus écouté sur la plateforme SoundCloud avec plus de 15 millions d'écoutes cumulées,,. En mars 2024, Karl Warrash devient le premier rappeur camerounais certifié disque d'or sur le territoire polonais avec plus de 10 000 ventes, équivalents de 2,5 millions d'écoutes en streaming,.

## Influences musicales
Karl Warrash est influencé par la scène hip-hop française des années 2010, avec des artistes comme Booba, La Fouine, Youssoupha, en passant par la Sexion d'assaut, puis par la scène hip-hop américaine des années 2015, dominée par la trap avec les artistes tels que Wiz Khalifa, le groupe Migos et French Montana. Les mélodies et les rythmes à 130 BPM américains, les punchlines et les techniques trash sont présents dans les chansons de l'artiste.

## Discographie
- 2018 : Wait (remix)
- 2019 : Akaba
- 2020 : Enjaillement
- 2021 : Déchaîné
- 2021 : C'est quoi le projet ?
- 2022 : Time
- 2022 : Force
- 2022 :  Energy (remix)  ft. Locko
- 2025 : Cypher